# Microsoft Product Activation
O Microsoft Product Activation (em português, Ativação de Produto Microsoft), ou ainda MPA, é uma tecnologia de gerenciamento de direitos digitais (DRM) usada pela Microsoft Corporation em vários dos seus programas de software, mais notavelmente é Windows e seu Office. O procedimento aplica a conformidade com o acordo de licença do usuário final do programa, transmitindo informações sobre a chave do produto usada para instalar o programa e o computador do usuário pessoal para a Microsoft, a inibição ou desativação da validade de sua licença está confirmada.
O procedimento foi usado com críticas importantes por muitos consumidores, analistas técnicos e especialistas em informática, que argumentam que é mal projetado, altamente inconveniente e, em última análise não evita a Pirataria de software.  O processo foi com sucesso crackeado em várias ocasiões.
No caso do sistema operativo Windows, se ele não for ativado dentro de um certo período de tempo, ele tornar-se-á praticamente inutilizável até que seja ativado. Durante esse período de tempo, o sistema operativo entra num modo de funcionalidade reduzida, no qual o utilizador terá acesso muito limitado até que uma licença-chave válida seja fornecida. No entanto, no Windows Vista Service Pack 1, esse modo de funcionalidade reduzida foi removido e o Windows passou a periodicamente relembrar os utilizadores que a sua cópia do Windows precisa de ser ativada e o fundo do ambiente de trabalho é alterado para um ecrã preto a cada hora.

## Processo de activação do produto Windows
Ao instalar o Windows XP ou Windows Vista, o utilizador insere a sua chave de licença que lhes é dada quando o produto foi adquirido (geralmente fornecida num certificado de autenticidade fechado com o produto). 
Se o utilizador não inserir essa chave durante a instalação, o utilizador é notificado da necessidade de ativar o produto no período de 30 dias. 
A activação pode ser feita através da Internet, com um utilitário fornecido com o software, ou através de uma chamada telefónica para um Microsoft Agent. Para activação através de um telefonema, um longo "código de activação" deve ser lido para o Microsoft Agent que fornece um código para activar o Windows.

## Microsoft Product Activation recolhe os seguintes componentes
- Display Adapter
- Adaptador SCSI
- IDE Adapter
- Adaptador de rede (incluindo o endereço MAC)
- RAM Valor Variação (e.g. 0-512 MB)
- Processador tipo e número de série
- Disco rígido dispositivo volume e número de série
- Optical Drive (e.g. CD-ROM)

Ela calcula e, em seguida, registra uma série baseada no primeiro dispositivo de cada tipo que foi encontrada durante a configuração, e armazena este número em seu disco rígido. Este é então enviado para a Microsoft, juntamente com o número de identificação do produto derivado do 25-caráter exclusivo Product Key utilizado na configuração do Windows. Se Service Pack 1 é pré-instalado, todo o Produto Key também é transmitido de modo que podem então ser verificada contra uma lista de chaves conhecidas pirata. 
Se ativação não é executado dentro de 30 dias após a instalação do sistema operativo, o sistema irá operar apenas em modo seguro, permitindo que os dados a serem recuperados a partir do sistema do disco rígido, mas geralmente torna difícil executar outro software (pela limitação de tempo de uma hora de uso até o reinício forçado) até que o Windows seja ativado.
Se ativação falhar, o sistema voltará a operar apenas em modo seguro até que uma licença válida chave seja fornecida. 
Quando é realizada a ativação, o Windows salva um registro do hardware na máquina do usuário. Se o sistema for iniciado com mudanças significativas hardware, o Windows irá requerer a reativação. A partir do Service Pack 1, ao usuário é dado um período de três dias para reativar.

## Pessoas necessárias para ativar
Todos os usuários finais do Windows XP e deve ir através do processo de ativação, exceto para Corporativa / Volume usuários (que não são necessárias para ativar a todos) e usuários com licenças OEM (onde o OEM irá executar a ativação sobre o nome do usuário antes de fornecer a máquina). 
Todos os usuários finais do Windows Vista, incluindo os usuários corporativos, são necessários para ativar. No entanto, corporações têm a opção de criar os seus próprios servidores de ativação, o que irá ativar um certo número de Vista instalações sem a necessidade de conectar-se ao Microsoft. 
Utilizadores finais de versões anteriores do Windows XP (por exemplo, o Windows 98, Windows Me, e Windows 2000) não têm que ativar. 

## Windows Genuine Advantage
Versões recentes do Windows (por exemplo, o Windows XP Service Pack 2, Windows Vista), também inclui um módulo chamado "WGALogon" (Windows Genuine Advantage sobre Logon), que tenta verificar regularmente se uma cópia do Windows é pirata. Se for pirata, um aviso é exibido no desktop do usuário  Esta cópia do Windows não é original. Você pode ter sido vítima de falsificação de software.
e o bloqueio ao usuário para acessar qualquer atualizações da Microsoft com exceção de alta prioridade. 

## Benefícios (a Microsoft)
A seguir está uma lista dos benefícios oferecidos pelo produto ativação. No entanto, todos estes benefícios Microsoft, e não necessariamente o utilizador final. 
Microsoft pode garantir que o usuário final está usando uma cópia legalmente licenciada do Windows 
Microsoft pode restringir o uso de determinadas características, ou mesmo a totalidade do produto, para os usuários que passam pela validação 
Microsoft é mais fácil fazer cumprir o Windows EULA (mas note que validação problemas podem impedir o uso de software, mesmo quando essa utilização não cumprir o EULA) 
Microsoft pode reduzir pirataria relacionadas com perdas financeiras, forçando-ia ser piratas para comprar uma cópia legal do Windows 
A Microsoft concede acesso a determinados recursos (por exemplo, o software atualiza e outros downloads) para os usuários finais, que passam pela validação (ver Windows Genuine Advantage)